# Les Adieux d'Abélard et Héloïse
Les Adieux d'Abélard et d'Héloïse est un tableau de l'artiste autrichienne Angelica Kauffmann, réalisé vers 1780 et conservé au musée de l'Ermitage à Saint-Pétersbourg.

## Histoire et description
Le tableau a été peint pour illustrer la célèbre histoire médiévale sur l'amour du philosophe Pierre Abélard et d'Héloïse, la nièce du chanoine parisien Fulbert. La scène des adieux d'Abélard à Héloïse est représentée près de l'entrée du couvent Sainte-Marie à Argenteuil.
La date exacte de création du tableau est inconnue ; on pense qu'il a été peint avant 1780, pendant le séjour d'Angelica Kauffmann à Londres, puisque cette même année à Londres une gravure d'après le tableau a été réalisée par l'artiste russe Gabriel Skorodumov. Au bas de la toile, au centre, sur une dalle de pierre, se trouve une signature peu visible Angelica K. pinx.
Les circonstances de l’apparition du tableau en Russie ne sont pas claires ; en 1797, il figurait déjà dans la collection de l’Ermitage. Le tableau a longtemps été conservé dans les collections et n'était pas présenté dans l'exposition permanente, mais depuis l'été 2021 il est exposé au Palais d'Hiver, salle 348.